# جوزيف أدلر
جوزيف أدلر (بالإنجليزية: Joseph Adler)‏ هو مخرج أمريكي، ولد في 5 أكتوبر 1940.

## وصلات خارجية
- جوزيف أدلر على موقع IMDb (الإنجليزية)
- جوزيف أدلر على موقع أول موفي (الإنجليزية)
- جوزيف أدلر على موقع قاعدة بيانات الفيلم (الإنجليزية)
- جوزيف أدلر على موقع كينوبويسك (الروسية)